# کیارا جنسینی
کیارا جنسینی (ایتالیایی: Chiara Gensini؛ زادهٔ ۲ مهٔ ۱۹۸۲) بازیگر اهل ایتالیا است.
از فیلم‌ها یا برنامه‌های تلویزیونی که وی در آن نقش داشته‌است، می‌توان به سرزمین باکره‌ها و کاپری اشاره کرد.